# Tysta leken (film)
Tysta leken är en svensk dramafilm från 2011 av Görel Crona. Den hade biopremiär den 2 december 2011 och var tillåten från 11 år.

## Handling
Tre kvinnor som inte känner varandra ärver ett hus efter den nyligen bortgångna Dolores - en kvinna de aldrig hört talas om. I huset bor en man som inte är villig att acceptera att huset nu är i kvinnornas ägo och deras idéer kring hur situationen borde hanteras. Men när de börjar luska i vem den mystiska Dolores är och hur ödet fört dem samman visar det sig att de alla bär på mörka hemligheter.

## Om filmen
Filmen är Görel Cronas regidebut. Det var också Per Oscarssons sista roll eftersom han dog året innan filmen hade premiär.

## Rollista (i alfabetisk ordning)
- Malin Arvidsson – Antonia
- Bengt Braskered – Christian
- Johan Fagerudd – Simon
- Maria Lundqvist – Sassa
- Carina Lidbom – Birgitta
- Ina Malmsten – Dolores
- Per Oscarsson – Oscar
- Georgi Staykov – Nicolai

## Mottagande
Filmen fick ett blandat mottagande och har medelbetyget 2,8/5 på jämförelsesajten Kritiker.se, baserat på tretton recensioner.